# Villa Altagracia
Villa Altagracia – miasto w Dominikanie, w prowincji San Cristóbal.